# Административное деление Перми

Административно-территориальное устройство Перми в рамках деления территориальных органов администрации города: администрации районов и посёлка Новые Ляды

Пермь в рамках административно-территориального устройства Пермского края является административно-территориальной единицей со статусом города краевого значения, который делится на 7 внутригородских районов, не являющихся муниципальными образованиями.
В рамках муниципального устройства Пермь имеет статус городского округа. Наименования «Пермский городской округ» и «город Пермь» являются равнозначными.
Посёлок Новые Ляды входит в состав Свердловского района Перми, но имеет собственный территориальный орган администрации — администрацию поселка Новые Ляды города Перми.
В состав города краевого подчинения и городского округа входят 3 населённых пункта: собственно город Пермь, а также два сельских населённых пункта, находящихся в административном подчинении Перми: станции Адищево и Казарма 30 км.

## Районы
| №        | Название                | Население (чел.) | Площадь (км²) | Код ОКАТО  |
| -------- | ----------------------- | ---------------- | ------------- | ---------- |
| 1        | Дзержинский район       | ↘173 716         | 63,24         | 57 401 365 |
| 2        | Индустриальный район    | ↘168 349         | 61,88         | 57 401 367 |
| 3        | Кировский район         | ↘127 671         | 157,13        | 57 401 370 |
| 4        | Ленинский район         | ↘44 970          | 45,09         | 57 401 372 |
| 5        | Мотовилихинский район   | ↘184 724         | 169,58        | 57 401 375 |
| 6        | Орджоникидзевский район | ↘113 867         | 178,58        | 57 401 378 |
| 7        | Свердловский район      | ↘213 856         | 124,19        | 57 401 380 |
| 7.000001 | итого                   | ↗1 027 518       | 799,68        | 57 401     |

## Населённые пункты
| №        | Населённый пункт                       | Тип     | Население  |
| -------- | -------------------------------------- | ------- | ---------- |
| 1        | Пермь                                  | город   | ↗1 027 518 |
| 2        | Адищево                                | станция | 3          |
| 3        | Казарма 30 км                          |         | 5          |
| 3.000001 | город Пермь (Пермский городской округ) |         | ↗1 027 521 |